# Бельке, Густав
Густав Бельке (пол. Gustaw Belke; 24 июля 1810, Пилява — 3 марта 1873, Киев) — польский зоолог.

## Биография
Густав Бельке родился 24 июля 1810 в селе Пилява (ныне Старосинявского района, Хмельницкой области). В раннем детстве остался сиротой. Благодаря князю Адаму Чарторыйскому Густава направили в Меджибожскую школу, находившиеся на содержании князей Чарторыйских и давала неплохую подготовку к жизни. По окончании обучения парень свободно владел немецким, французским и английским языками, мог работать переводчиком. Естествознание в школе преподавал Юлий Ковалевский — в будущем ученый, работавший в Венском университете.
Окончив школу, в 1830 году Густав Бельке поселился в Каменце-Подольском, где сначала несколько лет работал переводчиком в канцелярии гражданского губернатора, от 1838 — секретарем уездного суда. Коллежский регистратор от 10 января 1836.
Последним местом работы Густава до выхода в отставку была должность секретаря канцелярии Римско-католической церкви.
В 1839 году Бельке женился на Софье из небогатого, но известного рода Ростовских. У Софии и Густава было пять детей: сын и четыре дочери. Дети не продолжили дела отца по исследованию природы Подолья.
Не имея классического университетского образования, Густав Бельке в свободное от работы время, самостоятельно — с помощью лекций Венского университета — получил знания о природе. Его интересовали различные научные аспекты, но больше всего — гипотезы о происхождении жизни, современные научные взгляды того времени на развитие органического мира. Поскольку данных о флоре и фауне Подольского региона не было, Бельке сам в свободное время изучал природу родного края, составлял библиографию с естественной тематики, взялся за усовершенствование зоологической терминологии.
Многолетние исследования природы в Каменце-Подольском и его окрестностях, Бельке изложил в нескольких работах. Самыми известными из них являются «Краткий очерк натуральной истории Каменца-Подольского» (издан в 1858 году в Варшаве) и «Очерк натуральной истории Каменец-Подольского» (издано 1859 году в Варшаве на польском и в Москве на французском языках). В этих работах представлены данные о растениях и животных на территории от города Смотрич (ныне поселок городского типа Дунаевецкого района) на севере до Жванца на юге, от Оринина на северо-западе до сел Китайгород и Демшин на востоке и юго-востоке. Кроме того, эти работы включают тщательный анализ исследования природы Подольского региона за предыдущие годы и века.
Последней работой Бельке, которая завершила каменецкий этап его творчества, была «Взгляд на историю палеонтологии и палеозойскую фауну России и Польши». Эта работа была представлена на заседании Общества подольских врачей 15 февраля 1860 и напечатано в Петербурге в 1862.
В 1860 году Бельке вместе с семьей поселился в поместье Продубивка, которое перешло в наследство жене Софии. Густав Бельке и здесь исследовал природу — теперь уже Полесского края. В 1866 году в Москве вышла в свет его «история натуральная Радомысль», а в Житомире были напечатаны две его работы: «О саранчу и сроки ее размножения» (1860), «О оводов, вредных для хозяйства …» (1861).
Приглашен на должность профессора кафедры ботаники Краковского университета, Бельке отказался от предложения, мотивируя это тем, что не имеет классического естественнонаучного образования.
В июне 1872 году у ученого развилась болезнь сердца. Умер 3 марта 1875 в Киеве. Похоронен на Байковом кладбище (на старом католическом кладбище).